# Kromsdorf (Adelsgeschlecht)

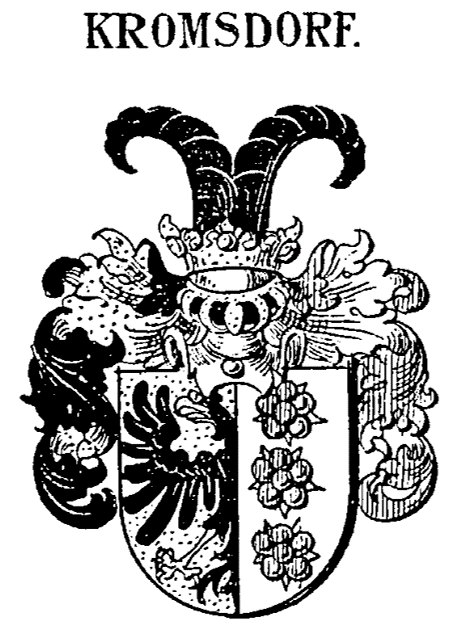
Wappen derer von Kromsdorf in Siebmachers Wappenbuch

Kromsdorf, zeitgenössisch auch Krombsdorff und Kromstorff, war ein altes obersächsisch-thüringisches Adelsgeschlecht, das im ausgehenden 17. Jahrhundert erloschen ist.

## Geschichte

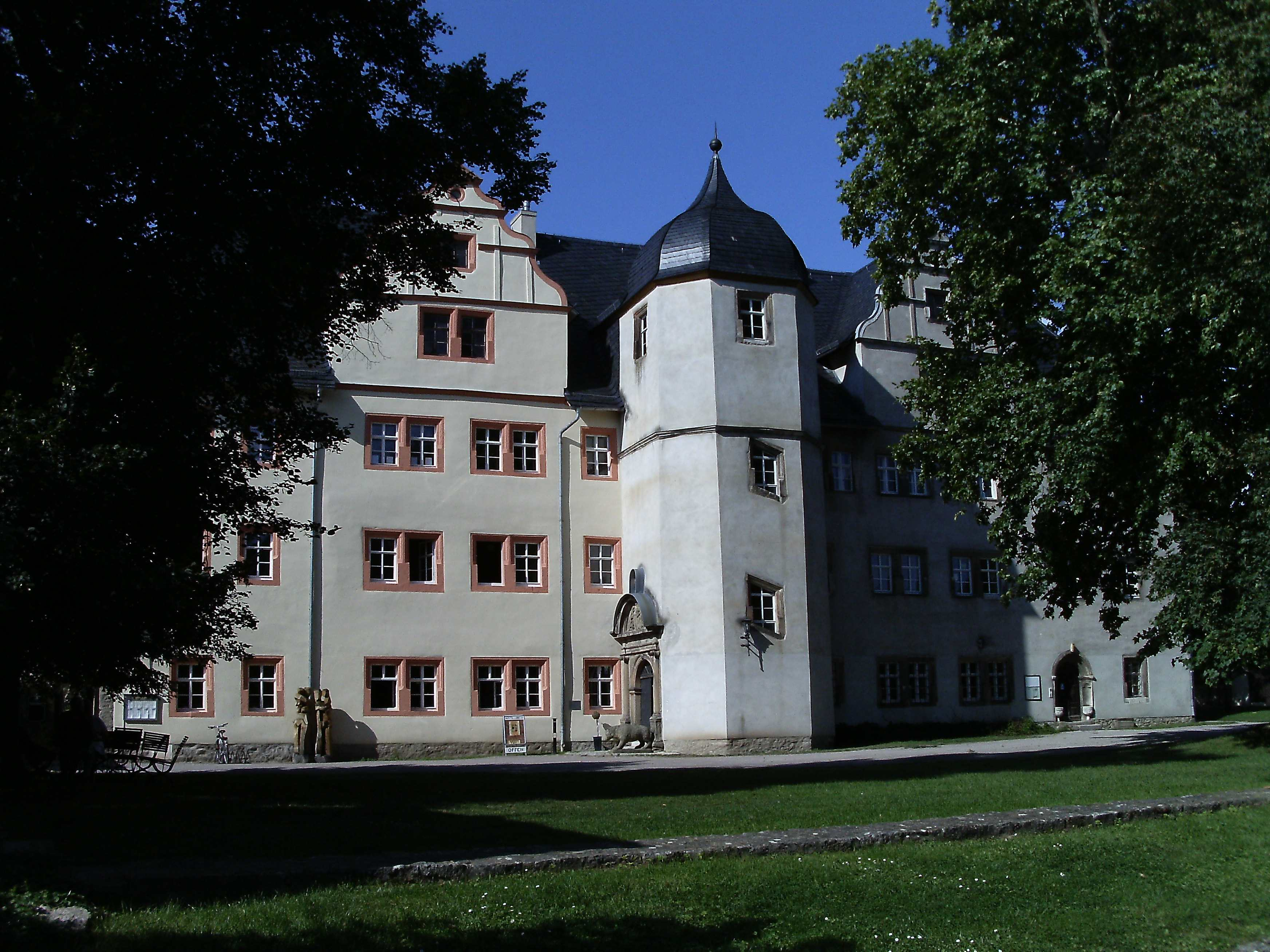
Schloss Kromsdorf (2011) – Stammsitz des gleichnamigen Adelsgeschlechts

Das Geschlecht erscheint urkundlich erstmals am 22. Oktober 1150. Stammsitz der Familie war der gleichnamige Ort (Groß-)Kromsdorf in Thüringen, wo ihr Rittergut in Form einer kleinen Herrenburg im Bereich des heutigen Pfarrhauses lag. 1580 ließ Georg Albrecht von Kromsdorf das Schloss Kromsdorf südlich der Kirche in Renaissancestil errichten. Als Johann Theodor de Mortaigne das Schloss 1666 übernahm, begann die zweite wichtige Bauphase.
Überregionale Bedeutung erhielt die Familie in der Mitte des 16. Jahrhunderts nach dem Erwerb des säkularisierten Benediktinerinnenklosters Ottenhausen. Auf den Erträgen dieses Besitzes aufbauend konnten im Kurfürstentum Sachsen weitere Rittergüter erworben werden.
Durch den kinderlosen Tod des kursächsischen Landkammerrates Albrecht Christian von Kromsdorf starb diese Adelsfamilie im Jahre 1684 in männlicher Linie aus. Die letzte weibliche Vertreterin war Anna Sabina Freiin von Werthern geb. vom Kromsdorf, die im Jahre 1698 verstarb.
Heute erinnert insbesondere die Kirche in Ottenhausen an die Adelsfamilie von Kromsdorf, die mit wesentlicher finanzieller Unterstützung (Gesamtsumme: 1000 Taler) der Familie im 17. Jahrhundert restauriert und im Inneren durch eine neue Kanzel, neue Orgel sowie neue Glocken ausgestattet werden konnte.

## Wappen
Blasonierung: Von Gold und Silber gespalten, vorne ein halber schwarzer Adler am Spalt, hinten drei pfahlweise gestellte rote Rosen. Auf dem gekrönten Helm mit rechts schwarz-goldenen und links rot-silbernen Decken zwei schwarze Widderhörner.

## Besitzungen
- Kromsdorf (1150–1660)
- Ottenhausen (1543–1687)
- Ingersleben (1537–1602)
- Ichtershausen (1611/12)
- Ottendorf (zwischen 1661 und 1681)
- Lebusa
- Reichstädt

## Bedeutende Vertreter
- Oswald von Kromsdorf († 1553), kursächsischer Amtshauptmann in Weißensee und Eckartsberga sowie Besitzer des säkularisierten Klosters Ottenhausen.
- Georg Albrecht von Kromsdorf (1544) († 1611), Erbauer von Schloss Kromsdorf
- Albrecht Christian von Kromsdorf († 1684), kursächsischer Landkammerrat, Kammerherr, Amtshauptmann in Gräfenhainichen und Annaburg und Oberstleutnant sowie Besitzer des säkularisierten Klosters Ottenhausen und Besitzer der Rittergüter Lebusa, Ottendorf und Reichstädt.